# Bruno Baranda
Bruno Antonio Baranda Ferrán (Santiago, 12 de octubre de 1963) es un abogado y político chileno independiente. Se desempeñó como ministro de Desarrollo Social y como subsecretario del Trabajo durante el primer gobierno del presidente Sebastián Piñera.
Se desempeñó también como secretario general de Renovación Nacional (RN) y fue concejal de Santiago. Desde diciembre de 2018 hasta diciembre de 2019 fue presidente del Directorio de Televisión Nacional de Chile.

## Familia y estudios
Proviene de una numerosa familia conformada por cinco hermanos y cinco hermanas, entre los cuales están el exprovincial de la Compañía de Jesús, padre Guillermo Baranda, y el exdirector social del Hogar de Cristo y otras obras sociales, Benito Baranda.
Estudió en los colegios San Ignacio, Tabancura y finalmente en el Liceo José Victorino Lastarria. Posteriormente ingresó a la Escuela Naval Arturo Prat donde permaneció por tres años. Estudió derecho en la Universidad Diego Portales, titulándose el 2001.
Está casado desde 1995 con Paulette Dutilh Labbé con quien tiene cuatro hijos.

## Vida pública
Como militante de RN también ha integrado la Comisión Política y el Tribunal Supremo del partido.
En las elecciones municipales de 2008, fue elegido como concejal por la comuna de Santiago, periodo 2008-2012. Sin embargo, renunció en 2010 para asumir la titularidad de la Subsecretaría del Trabajo, designado por el presidente Sebastián Piñera.
Hasta su designación como subsecretario del Trabajo, ejercía la profesión de abogado, dedicado al área laboral, principalmente en el estudio Baranda y Cia., que fundó en 1985. Es miembro del Colegio de Abogados y también integró el directorio de la Unión Social de Empresarios y Ejecutivos Cristianos (Usec).

## Historial electoral

### Elecciones municipales de 2008
- Elecciones municipales de 2008, para el Concejo Municipal de Santiago [7]

(Se consideran sólo los candidatos que resultaron elegidos para el Concejo Municipal)
| Candidato                | Pacto                    | Partido | Votos  | %     | Resultado |
| ------------------------ | ------------------------ | ------- | ------ | ----- | --------- |
| Ismael Calderón Larach   | Concertación Democrática | PS      | 4663   | 5,29  | Concejal  |
| Pedro García Aspillaga   | Concertación Democrática | DC      | 5217   | 5,92  | Concejal  |
| Claudia Pascual Grau     | Juntos Podemos Más       | PC      | 7109   | 8,06  | Concejala |
| Jorge Alessandri Vergara | Alianza                  | UDI     | 12 741 | 14,46 | Concejal  |
| Carolina Lavín Aliaga    | Alianza                  | UDI     | 7084   | 8,04  | Concejala |
| Bruno Baranda Ferrán     | Alianza                  | RN      | 6994   | 7,93  | Concejal  |
| Rodrigo Mekis Martínez   | Alianza                  | Indep.  | 5216   | 5,92  | Concejal  |
| Loreto Schnake Neale     | Concertación Progresista | PPD     | 3527   | 4,00  | Concejala |

### Elecciones de consejeros constituyentes de 2023
- Elecciones de consejeros constitucionales de 2023, para la Circunscripción 7 (Región Metropolitana[8]

| Candidato                    | Pacto               | Partido | Votos   | %     | Resultado |
| ---------------------------- | ------------------- | ------- | ------- | ----- | --------- |
| Luis Silva Irarrázaval       | Partido Republicano | PRCh    | 706 286 | 17,96 | Consejero |
| Karen Araya Rojas            | Unidad para Chile   | PCCh    | 491 917 | 12,51 | Consejera |
| Yerko Ljubetic Godoy         | Unidad para Chile   | CS      | 278 313 | 7,08  | Consejero |
| Rodrigo Delgado Mocarquer    | Chile Seguro        | UDI     | 261 933 | 6,66  |           |
| Gloria Hutt Hesse            | Chile Seguro        | EVO     | 235 907 | 6,00  | Consejera |
| Jorge Ossandón Spoerer       | Partido Republicano | PRCh    | 217 334 | 5,53  | Consejero |
| Camila Miranda Medina        | Unidad para Chile   | COM     | 185 778 | 4,72  |           |
| Macarena Bravo Rojas         | Partido Republicano | PRCh    | 162 703 | 4,14  |           |
| Jaime Ravinet de la Fuente   | Chile Seguro        | ILE     | 158 905 | 4,04  |           |
| Sadi Melo Moya               | Unidad para Chile   | PS      | 156 668 | 3,98  |           |
| Rocío Donoso Pineda          | Unidad para Chile   | RD      | 127 280 | 3,24  |           |
| Carmen Frei Ruiz-Tagle       | Todo por Chile      | PDC     | 107 652 | 2,74  |           |
| Natalia Piergentili Domenech | Todo por Chile      | PPD     | 107 005 | 2,72  |           |
| Bruno Baranda Ferrán         | Chile Seguro        | RN      | 78 087  | 1,99  |           |